# 가이스트 파브닐
가이스트 파브닐 에이트 대시 프루프 업소브(Geist Farfnir Eight Dash Proop Absorb)는 베이블레이드 버스트에 등장하는 베이이다.

## 파츠
- 레이어: 가이스트 파브닐(GF)
- 디스크: 에이트 대시(8D)
- 프레임: 프루프(P)[1]
- 드라이버: 업소브(Ab)

## 사용자
- 프리 데라호야

## 설명
가이스트 파브닐 레이어는 파브닐의 자부심인 만큼 레이어에 러버가 박혀있긴 하지만 이 고무날이 움직이는데, 기믹은 회전이 느리면 러버로 된 칼날이 상대의 공격을 흡수하고 회전이 일정 수준 이상으로 빨라지면 러버가 들어가면서 회전력을 다시 빼앗기는 것을 막고 발톱 같은 날이 나와 강한 공격을 하는 기믹. 무게는 약 20g으로 초Z 발키리와 비슷하다.
단점은 삼각형에 가까운 형태로 인해 공기 저항을 많이 받고, 락도 스크류 트라이던트만큼 약한 편이며, 러버가 지나치게 높은 위치에 있어 리바이브, 데드 피닉스 본체 레이어 같은 칼날이 얇고 중심이 낮은 베이에게는 레이어 형태 때문에 러버가 잘 닿지 않아 회전 흡수를 잘 하지 못한다는 것으로 인해 대회에서 드레인 파브닐만큼 각광받지 못하고 초Z 스프리건, 퍼펙트 피닉스에 밀려 도태되었다.
8'(에이트 대시) 디스크는 기존의 8 디스크에서 외중심성이 강화된 상위호환 디스크다. 다만 밸런스 패치 때문에 중량은 21.16g에서 20.65g으로 줄어들어서 기존 8 디스크처럼 잘 쓰이지 않는다. 업소브 드라이버 역시 낫싱 드라이버의 진화형으로 낫싱 드라이버와 리볼브 드라이버가 합쳐진 모습을 하고 있는데, 스프링이 달린 축의 넓이가 낫싱 드라이버보다 더 넓어졌을 뿐만 아니라 프리회전하는 원반이 있다. 업소브 드라이브의 원반과 본체 안쪽에는 톱니가 있어 스프링이 완전히 압축될 경우 회전하던 부분이 고정되고, 축 끝이 평평해지며 낫싱 브레이크와 같은 공격적인 움직임을 보여주게 된다. 단점은 회전력이 강한 초반부에 공격형 드라이버처럼 폭주한다는 것. 더군다나 이터널, 베어링 드라이버보다 뒷심이 딸리고 기울어질 때 낫싱 드라이버보다 스태미너를 심하게 소모해서 스태미너전으로는 무리라서 초Z 시즌에서는 업소브 브레이크를 이용한 조커 카드 용도로 가끔씩 쓰였다.

## 기술
- 가이스트 스핀
- 업소브 브레이크

## 같이 보기
베이블레이드 버스트의 베이 목록